# 赵元份
赵元份（969年—1005年），宋朝皇子，宋太宗第四子，母为任氏太仪，商恭靖王，亦是宋英宗之祖父。
初名赵德严。太平兴国八年（983年）出阁，改名赵元俊，拜同平章事，封冀王。雍熙三年（986年），改名赵元份，加兼侍中、威武军节度使，进封越王。淳化年间，兼领建宁军，改宁海、镇东节度使。真宗即位，加中书令，徙永兴、凤翔节度使，改雍王。永熙年间復土，为山陵使，拜太傅。宋真宗北征，为东京留守。卒年三十七，諡恭靖，贈太师、尚书令、郓王。改陈王、润王。治平年间，封鲁王。
赵元份為人宽厚，娶崇仪使李汉斌之女。李氏悍妒惨酷，宫女小不如意，就被鞭杖，或致死。李氏将皇帝恩赐据为己有，对太宗、真宗也不尊重。
赵元份死后，李氏只被削国其封，置之别所。
北宋自英宗以後各個皇帝，以及南宋高宗皆是趙元份的後人，故宋徽宗即位後，改追封魯王趙元份為商王，下詔曰：「宗室諸王追封大國，其世襲子孫尚仍舊國，甚未稱正名之意。如魯王改封商王，其子尚襲魯國之類。其令大宗正司改正。」改制以寧遠軍節度使、魯國公仲先改封商國公。

## 子女
- 赵允宁
- 赵允怀（赵允中）
- 濮王赵允让
- 华原县主[5]

## 延伸阅读
[在维基数据编辑]
 《宋史·卷245》，出自脱脱《宋史》